# Dellamorte Dellamore (Cemetery Man)
Cemetery Man (italiano: Dellamorte Dellamore) (br:Pelo Amor e Pela Morte) é um filme de terror e comédia ítalo-franco-alemão dirigido por Michele Soavi. Foi escrito por Gianni Romoli e baseado no romance homónimo de 1991 de Tiziano Sclavi. Sclavi também é autor de Dylan Dog, que fala de temas semelhantes e cujo protagonista é admitidamente parecido com Rupert Everett.
A história do filme trata de um problemático tratador de um pequeno cemitério italiano, que procura por amor enquanto se defende de mortos-vivos que estão sempre a surgir.

## História
Francesco Dellamorte (Rupert Everett) é o cuidador de cemitério na pequena cidade italiana de Buffalora. Ele vive numa desorganizada casa nas redondezas, constantemente rodeada de morte, apenas com o seu assistente com problemas mentais Gnaghi (François Hadji-Lazaro) como companhia. Jovens problemáticos na cidade espalham o boato que Dellamorte é impotente. Os seus passatempos são ler directorias telefónicas ultrapassadas, onde risca os nomes dos que já morreram, e tentar fazer um puzzle parecido com o crânio humano. Gnaghi, cujos interesses incluem esparguete e televisão, apenas consegue dizer uma palavra: "Gna".
A inscrição em Latim sobre o Cemitério de Buffalora diz RESVRRECTVRIS ("Para os que se levantam novamente"), e na realidade, Dellamorte tem as suas mãos ocupadas. Algumas pessoas levantam-se das suas campas na 17ª noite depois da sua morte, reanimadas e prontas para atacar os vivos. Dellamorte destrói essas criaturas, a que chama de "regressantes", antes que tomem conta da cidade. O presidente de Buffalora (Stefano Masciarelli) está tão fixado na sua campanha que parece incapaz do ouvir os pedidos de Dellamorte para uma investigação. Em qualquer situação, sendo um forasteiro na vila e quase iliterado, Dellamorte não quer perder o seu emprego. Ele abre-se com o seu amigo Franco, um secretário municipal, mas não preenche os documentos necessários para ter assistência: "É mais fácil atirar sobre eles".
Num funeral, Dellamorte apaixona-se severamente, por uma desconhecida jovem viúva (Anna Falchi) de um homem rico e velho. A viúva apenas começa a demonstrar interesse quando Dellamorte lhe fala sobre o ossário, que adora. Enquanto consumam a sua relação sobre a campa do seu marido, ele regressa, e morde-a. Ela parece morrer da dentada, mas o médico legista diz que ela teve um ataque cardíaco. Temendo o pior, Dellamorte fica perto do corpo, e dispara nela quando ela regressa.
Gnaghi apaixona-se pela filha caprichosa do presidente, Valentina (Fabiana Formica). Isto acaba por acabar tragicamente quando ela é decapitada num acidente de mota. Em vez disso, Gnaghi desenterra a sua cabeça decapitada reanimada, e um romance inocente começa. A jovem viúva também se volta a levantar, levando Dellamorte a pensar que ela não é um zombie verdadeiro quando atira sobre ela da primeira vez, sendo ele quem a mata. Ele entra numa depressão e é visitado pela figura da Morte, que lhe diz "Pára de matar os mortos", perguntando-lhe porque não atira ele nos vivos em alternativa.
Dellamorte encontra mais duas mulheres sem nome, também feitas por Falchi. Ele atinge fins escandalosos para estar com a primeira delas, uma assistente do novo presidente: quando o objecto da sua afeição diz que tem um grande medo da penetração sexual, Dellamorte fica a pensar que o rumor da sua impotência é correcto, e visita um médico para remover o seu pénis. O médico tenda demovê-lo da decisão, dando-lhe uma injecção para a impotência temporária, em alternativa. Entretanto, a mulher é violada pelo seu empregador, e depois apaixona-se pelo seu violador, esquecendo tanto a sua fobia como o homem do cemitério.
Com a sua instabilidade nesta situação, Dellamorte vai à cidade à noite com o seu revolver, disparando os jovens que gozaram com ele durante anos sobre a sua impotência. Ele conhece uma terceira manifestação da mulher que ama, mas acaba por descobrir que é uma prostituta, matando-a a ela e duas outras mulheres pondo fogo à sua casa com um aquecedor. O seu amigo Franco (Anton Alexander) é acusado destes crimes após ter morto a sua mulher e filho, e tenta o suicídio na mesma noite bebendo uma garrafa de iodo. Dellamorte vai visitar o seu amigo no hospital, para descobrir que Franco lhe roubou os crimes. Sentado na cama de hospital, ele casualmente assassina uma freira, uma enfermeira e um médico. Franco nem sequer o reconhece, portanto até mesmo estes actos não tiveram efeito na mudança da situação de Dellamorte. Ele confessa gritando, mas é ignorado.
Gnaghi e o seu cuidador enchem o carro, e vão para os limites da cidade de Buffalora e para as montanhas. A cabeça de Gnaghi é ferida quando Dellamorte trava. Eles saem do veículo e caminham para a borda da estrada, próximo de um precipício. Gnaghi começa a ter um ataque, e cai para o chão. Dellamorte, percebendo que o resto do mundo não existia e com medo que o assistente estivesse morto ou a morrer, carrega uma arma com duas balas para acabar com ambos. Gnaghi acorda e deita a arma de Dellamorte pelo precipício. Ele depois pede para ser levado para casa, falando claramente. Dellamorte responde "Gna".

## Elenco
- Rupert Everett como Francesco Dellamorte
- François Hadji-Lazaro como Gnaghi
- Anna Falchi como She
- Mickey Knox como Marshall Straniero
- Anton Alexander como  Franco
- Fabiana Formica como  Valentina Scanarotti
- Clive Riche como Dr. Vercesi
- Stefano Masciarelli como Presidente Scanarotti
- Alessandro Zamattio como  Claudio
- Katja Anton como namorada de Claudio
- Barbara Cupisti como Magda
- Patrizia Punzo como mão de Claudio
- Renato Doris como marido da She

## Lançamento
O título original Dellamorte Dellamore é uma peça em italiano, della morte (dita como duas palavras em separado) significando "de morte" e dell'amore (novamente dita separadamente) significando "de amor". O título inteiro pode ser traduzido como "na morte do amor" ou então "sobre morte, sobre amor". O sobrenome do protagonista é Dellamorte e no fim do filme aprendemos que o nome de solteira da mãe era Dellamore.
O distribuidor americano October Films mudou o seu título para Cemetery Man e lançou-o a 26 de Abril de 1996.

## Recepção
Rotten Tomatoes, um agregador de críticas, reporta que 63% dos 27 críticos entrevistados deram ao filme uma nota positiva; a nota média foi de 6.2/10. Stephen Holden do The New York Times escreveu que o filme era pouco convencional mas que se tornava repetitivo quando Everett despachava metáforas supérfluas sobre fascismo. Bob Stephens do The San Francisco Examiner escreveu que o filme sofreu de um tom irregular mas "redimiu-se pelo seu imaginário visual pouco comum". Deborah Young da Variety escreveu, "um actualizado, horror anormal a flutuar numa cama de filosofia negra, Dellamorte Dellamore é uma imagem de género facilmente enganadora com profundezas escondidas". Mick LaSalle do San Francisco Chronicle escreveu, "aponta e falha, mas guarda interesse pelo aspecto visual, humor distorcido e algumas cenas de sexo que podem fazer vapor sair das suas orelhas". Em críticas mais modernas, Bloody Disgusting deu nota de 5/5 estrelas e chamou-lhe "um dos melhores filmes de culto dos últimos 20 anos". Joshua Siebalt da Dread Central deu-lhe nota de 4/5 estrelas e escreveu que a direcção de Soavi e filmes de humor fizeram do filme diferente e memorável.
O director Martin Scorsese chamou ao Dellamorte Dellamore um dos melhores filmes italianos dos anos 90.

## Media
A companhia de distribuição alemã Laser Paradise lançou a "Red Edition" em DVD em 1999.
A companhia de DVD italiana "Medusa" lançou uma versão não cortada em 2002. Encontra-se agora fora de produção.
Anchor Bay Entertainment lançou o filme em R1 DVD em 2006 sob o título americano Cemetery Man, O lançamento exibe uma transferência anamórfica de ecrã, um making-of chamado Death Is Beautiful, um trailer teatral, e um livro de coleccionador de 8 páginas. Contudo, este DVD está actualmente fora de produção.
Em 2011, Cecchi Gori Home Video lançou uma Edição Especial em Blu-ray da versão em italiano no seu CineKult. Este lançamento também tem um comentário do escritor e do director bem como vários documentários sobre o filme.
Mais recentemente contudo, o filme foi lançado em DVD pela Shameless Screen Entertainment a 27 de Fevereiro de 2012. Este lançamento Region 0 inclui um comentário áudio do escritor e do director, um livro exclusivo das recordações pessoais de Alan Jones, trailers e uma galeria de fotos e um áudio em inglês e opcionalmente italiano com legendas em inglês.

## Sequela
Em Janeiro de 2011, Fangoria disse que o director Michele Soavi planeava uma sequela. Soavi planeou fazer o filme algures entre 2011 e 2012. Produziria o filme ele mesmo e queria que fosse fantástico, forte, um filme de terror italiano chocante.